# Antoni Pająk
Antoni Pająk (né le 31 juillet 1893 à Bestwina, mort le 26 novembre 1965 à Londres) est un homme d'État polonais. Il est Premier ministre du Gouvernement polonais en exil de septembre 1955 à juin 1965.

## Biographie
En 1909, il travaille dans des usines et des mines en Silésie. Il adhère en 1911 au parti social-démocrate polonais
En 1914, il est membre des légions polonaises et milite en 1916 dans l'Organisation militaire polonaise de Jozef Pilsudski. Il rejoint le Parti socialiste polonais en 1919. Il est élu député en 1928 à la Diète de la République de Pologne. Arrêté par le NKVD en 1940 et déporté en Sibérie pour activités anti-démocratiques, il est libéré en 1941. Il représente le Gouvernement polonais en exil en  République de Sakha. Expulsé d'URSS en 1945 il rejoint Londres. Il est nommé Premier ministre du Gouvernement polonais en exil à Londres le 10 septembre 1955 par le président August Zaleski. Il démissionne le 14 juin 1965.